# Des Enffans

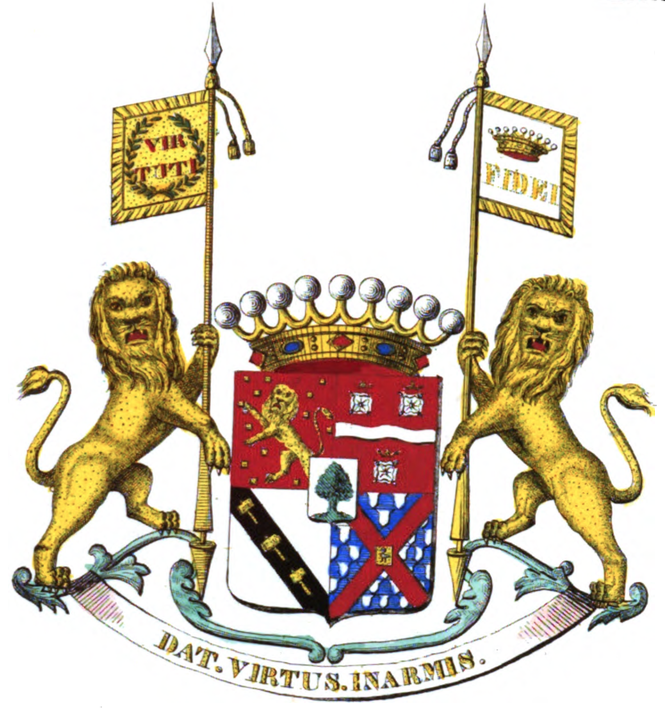
Wapen van de familie Des Enffans

Des Enffans, ook bekend als des Enffans du Ponthois, des Enffans d'Avernas en des Enffans de Ghissignies, is een Zuid-Nederlandse adellijke familie.

## Geschiedenis
De familie deed, zonder echter volledig overtuigende bewijzen te kunnen voorleggen, de familie afstammen van Jean des Enffans, die in 1310 de heerlijkheid Enffans bezat in de Champagne.  
In 1642 werd Jacques des Enffans, schepen van Valenciennes in de erfelijke adel verheven door koning Filips IV van Spanje.
In 1805 werd de erfelijke titel van graaf, overdraagbaar op alle afstammelingen, toegekend aan Adrien des Enffans d'Avernas, door de Oostenrijkse keizer Frans II.

## Genealogie
- Jean-François des Enffans († 1719), x Marie-Barbe de Barbigant
  - Phillippe des Enffans, heer van Ponthois, x Marie-Françoise Liot d'Eglegatte
    - Louis des Enffans (1744-1814), heer van Ponthois, x gravin Louise de Meaussé
      - Philippe des Enffans du Pothois (zie hierna)

  - Marc-Antoine des Enffans, heer van Ghissegnies, x Isabelle de Renesse de Wulp
    - François des Enffans (1733-1802), heer van Ghissegnies, x Maria-Anne de Beeckman, vrouwe van Avernas
      - Adrien des Enffans (1771-1863), graaf van Avernas, x gravin Caroline von Wilczek
        - Charles des Enffans (1811-1855), x gravin Marie de Brandis
          - Dominique des Enffans d'Avernas et de Ghissignies, x gravin Anne-Marie des Enffans d'Avernas
            - Charles des Enffans (1877-1966), x gravin Gabrielle d'Ursel
              - Jean des Enffans d'Avernas (zie hierna)

      - Dominique des Enffans de Ghissignies (zie hierna)

## Philippe des Enffans de Ponthois
Philippe Louis des Enffans du Ponthois (Verdun, 20 oktober 1783 - Kain, 13 oktober 1858), trouwde met Clotilde Bonaert (1812-1892). Het echtpaar kreeg drie kinderen, zonder verdere afstamming, waardoor deze familietak uitdoofde.
In 1822 werd hij erkend in de erfelijke adel van het Verenigd Koninkrijk der Nederlanden.

## Jean des Enffans d'Avermas
Jean Marie Ferdinand Charles Albert Ladislas Judas Thaddée des Enffans d'Avernas (Graz, 27 juni 1919 - Brussel, 2001) behoorde tot een familietak die vanaf Adrien des Enffans d'Avermas tot de Oostenrijkse adel behoorde. Adrien trouwde in Wenen met gravin Caroline von Wilczek en gedurende vier generaties droegen de opeenvolgende familiehoofden de titel van Oostenrijkse graaf. 
Het is pas in 1955 dat Jean-Marie, na in 1939 — als zoon van een Belgische moeder, gravin Gabrielle d'Ursel — voor de Belgische nationaliteit te hebben geopteerd, in 1955 inlijving in de erfelijke Belgische adel verkreeg, met de titel graaf, overdraagbaar op al zijn afstammelingen. Hij trouwde met gravin Annitta de Bousies (1925- ) en werd Belgisch ambassadeur. Het echtpaar kreeg vier kinderen en heeft afstammelingen tot heden.

## Dominique des Enffans de Ghissignies
Dominique des Enffans de Ghissignies (Doornik, 20 maart 1776 - 1823) was, zoals Adrien-Joseph, een zoon van jonkheer François des Enffans (1733-1802) en van Marie-Anne de Beeckman d'Havernas.
Ook Dominique des Enffans de Ghissignies was in dienst van de Oostenrijkers en werd in 1814 met de titel graaf in de Oostenrijkse adel opgenomen. 
Hij was ondertussen gevestigd in de Zuidelijke Nederlanden en werd kamerheer van koning Willem I der Nederlanden. In 1817 verkreeg hij erkenning in de erfelijke adel van het Verenigd Koninkrijk der Nederlanden met de titel graaf en werd benoemd in de Ridderschap van de provincie Zuid-Brabant. 
Hiermee hield het op, want Dominique bleef ongehuwd en zijn juiste overlijdensdatum is niet eens bekend.